# Eric Plaks
Eric Duane Plaks (* 17. Juni 1974 in Princeton) ist ein US-amerikanischer Jazzpianist und -organist.

## Biografie
Eric Plaks studierte von 1992 bis 1996 Geschichte und Russische Literatur am Harvard College, wo er auch über Musik schrieb. 1996 zog er nach New York, wo er bis 2007 am City College of New York und an der Columbia University ein Lehrerstudium absolvierte. Dann teilte er seine Zeit zwischen dem Unterrichten von Musik im öffentlichen Schulsystem von New York City und seinen eigenen Aufführungs- und Aufnahmeprojekten auf. So tritt er regelmäßig im Raum New York auf, unter anderem bei seinen monatlichen Engagements im The Shrine in Harlem, wo er ein Ensemble leitet, die 14-köpfige Shrine Big Band. 2003 entstand sein selbstproduziertes  Debütalbum The Witch Man. Des Weiteren spielte Plaks die Alben Live at Bronx Community College (2013, aufgenommen 2009) und The Eric Plaks Five (2015, aufgenommen 2008) ein. Außerdem hat er die Alben Rooftop Reveries (2004), Eric Plaks with Strings (2007) und The Shrine Big Band – Swamp Music (2012) aufgenommen und produziert. 2018 nahm er das Trioalbum Within and After  (2021) mit Tcheser Holmes und Adam Lane auf. Zu hören ist er u. a. auf Daniel Carters Alben Open Question Vol. 1 und Stepping Out (2022).

## Diskographische Hinweise
- Eric Plaks Quintet: Some Ones. Mit Don Chapman, Alan Davis, Leco Reis, Jon Panikkar. Cadence Jazz Records, 2015, rec. 2008.
- Eric Plaks Quintet: Live at Bronx Community College. Mit Alan Davis, Don Chapman, Leco Reis, Jon Panikkar. CIMPol, 2013, rec. 2009.
- Eric Plaks New Trio: Sun and Shadow. Mit John Murchison, Leonid Galaganov. Cadence Jazz Records, 2016.
- Eric Plaks Septet: The Orbora Tree Suite. Mit Matt Lavelle, Aquiles Navarro, Daniel Carter, Andrew Hadro, Adam Lane, Jon Panikkar. Darkfyre Records, 2022, rec. 2018
- Transgressions (2022) solo
- Playfield: Magic Heart (577 Records, 2022), mit Daniel Carter, Ayumi Ishito, Zach Swanson, Aron Namenwirth, Yutaka Takahashi, Jon Panikkar, Luisa Muhr